# 虚ろいの都
『虚ろいの都』（うつろいのみやこ）はRPGツクール2003を使用して、d-sakaにより製作されたフリーゲームである。2004年10月にテックウィンのコンテストパークで金賞を受賞した。

## 概要
本作は、d-sakaによる2作目のRPG作品である。ユダヤ教をモチーフにしており、ユダヤ教に関係する語句があちこちに使用されている。前作『偽りの神話』との関連性はほとんどないと作者自身が言っているが、一部に『偽りの神話』に出てくるものと酷似したキャラクターなどが見られる。前作に対する「何をすればいいかが判りづらい」という意見を受けて、本作のストーリーは基本的に一本道であり、ゲーム中で随時現在取るべき行動を確認できるようになっている。ただし、多くのサブイベントや隠し要素も設置してあるため自由度はほどほどに高い。マルチエンディング。
なお、RPGツクール2003を使って開発されているが、戦闘システムは既存のものを使用せず、独自で構築されたフルアニメーションのサイドビュー形式となっている。コンテストパークではBGMの設定も好評であり、また「戦闘などで使用されるアニメーションエフェクトを自作ゲームの素材として利用したい」という要望も出るほどで、演出面の評価も高い。
逆にそのアニメーションを描く手間がかかりすぎたため、ストーリーが半分以上削除されている。そのため、全てのエンディングを見ても詳細を推測するしかない点が少なからずある。
コンテストパークでの公開以降、バグ修正のための修正ファイルが幾度か公開されている。またオリジナルの戦闘システムや、ダンジョン内の数々の謎解き・トラップの類には、アクションゲームのような要素を含むものもあるが、コンピュータの低スペックなどを理由として謎解きが解けないプレイヤーのための最終手段として、「謎解き解除パッチ」なるものも公式に公開されている。

## ストーリー
既に文明が崩壊した遠い未来、世界は「永遠の夜」という滅びをもたらす闇に囲まれており、徐々に居住可能地域が狭められていた。その中で人々は、やがて訪れるであろう世界の滅亡を「運命」、「救済」、「新世界の胎動」などと様々に考えていた。
世界の終末まで残り1か月ほどとなった頃、船の代わりに海上鉄道によって交易を行っている港町で、イルミナート（後述）という人材派遣機関に所属する主人公テムルは、「ある石を奪取して欲しい」という依頼を受ける。無事に石を入手したが、依頼主の元に赴くところで事態は複雑化していく。

## ゲームシステム
行動
ゲーム中でさまざまなイベントがあるが、イベントを行ったり、宿に宿泊したりすることで時間が経過していく。世界は常に狭くなっていく為、日数の経過と共にサブイベントが消えていく。ゲーム中で30日間経過するとその時点でゲームオーバー（世界滅亡）となる。ただし、ストーリー進行にかかわるイベントで消費される日数は限られているため、いくつかのサブイベントを達成しても割と余裕を持ってゲームクリアできる。
セーブは街の中か、ダンジョンや交易路に設置されているリレーポイントで行う。リレーポイントではセーブの他に、戦列に参加させるメンバーの変更、ストーリー進行上で次に取るべき行動の確認、ならびにプレイ環境の設定変更が行える。
戦闘
味方1～3人に対して敵1体のターン式バトルである。戦闘中にアイテムを使うことはできないが、代わりに様々なスキル（魔法）を使うことで戦況を有利にすることができる。スキルを使用するためにはApを必要とする。Apは味方全員で共有しており、チャージ行動を取るか、通常攻撃においてテクニカルヒットを繰り出すことで増える。テクニカルヒットをするためには、攻撃のアニメーション中にタイミングよく決定キーを入力することを要求される。なお、このときに取り消しキーを入力することで連続攻撃も可能である。
また、敵のステータスもサーチ行動で知ることができ、使用するスキルも弱点を突いたものを選択すると効果的である。強力な敵には行動ルーチンにある程度の規則性があり、それに合わせた行動が必要である。
戦列を行動可能な3人で組んでいる時は、テクニカルヒットや連続攻撃を繰り返すことで、オーバースキルという強力な大技を繰り出せるようになる。こうした要素をさまざまに組み合わせた戦略を組むことが重要である。
装備・スキル
多くのRPGではスキル（魔法）を記憶・習得することで使用することができるが、本作では装備することで使用する。スキルは効果・性質別に大きく4種類に分類されており、一度にそれぞれ1つずつ、計4個のスキルを装備できる。物語中盤になってくると、戦闘中にスキルの変更が出来るようになる。
スキル以外の装備品は武器のみで、防御面はスキルでカバーすることになる。
サブイベント
イルミナート（後述）と呼ばれる機関で、様々なサブイベントを開始できる。それ以外にも、街の人や動物などに話しかけることで発生する小イベントも存在する。
地下道
本作の世界では、街同士を結ぶ交通網として鉄道の他に地下道というものが存在する。ただし地下道には強力な敵が徘徊しているため、一般の民衆には用いられていない。また、街の中に出入り口があることは稀で、一般的に街に到達するには交易路をやや歩くことになる。これを経由しないと行けない場所もあり、ここでしか手に入らない貴重なアイテムもある。
周回システム
ゲームクリアすると、一部を除くアイテムを引き継いでストーリーの任意の節目から再プレイできる。この際、ステータスは引き継がれない代わりに能力値を上昇させるアイテムを多数入手できる上、戦闘で獲得できる経験値が3倍になっているため、ステータスの上昇が容易となっている。周回プレイでないと出現しないイベントもある。
その他
能力値の上昇はレベルアップか、ステータスを直接上昇させるアイテム（ゲーム中に多分に入手できる）を使用することで行う。
決定キーを押しながら方向キーを押すことで、高速に移動できる（ダッシュ）。本作はシンボルエンカウントのため敵を避けることも容易になるが、この最中にエンカウントすると敵からの不意打ちを受けるので注意が必要である。街中に多数配置されているタルをダッシュ中に接触することで破壊でき、その中には様々なアイテムが入っていることがある。

## 用語
イルミナート
いわゆる派遣会社であるが、この機関に所属する者は特殊な能力を持っている。自分の技量に見合った仕事を選択して引き受けることが可能である。
永遠の夜（テヒル）
世界を囲んでいる、滅びをもたらす闇。これに触れたものは生命を落とし、その通った跡は砂漠となる。
オアシス
人間が居住可能な地域、エクメーネ。世界の終末を目前にして残り僅かな面積しか残っていない為、皮肉をこめてこのように呼ばれている。
虚獣（タルポイド）
人間を襲う怪物であり、地下道を徘徊しているものがその代表例である。一般の人間では太刀打ちできないことが多い。
ゴーレム
土で作られた、人造の自立型人形。
ツァディーク
イルミナートに所属する人間の総称だが、一般の民衆とはかけ離れた能力を持っている。そのため、昔は特殊な存在として魔女狩りの対象となっていた。
マラノ人
オアシスに住む一般の人々。
メディナ
文明が崩壊する以前に、人々が天空に浮かべることに成功した巨大な都市。しかし、実際に存在するかどうかは定かではない。
蒼籃の民
メディナの住んでいたとされる人々の呼称。
ルリア教団
世界滅亡を賛美する謎の集団。
レムリア
「永遠の夜」による世界の終末から人々を救う新世界。メディナとあわせて、二大迷信とされている。

## キャラクター
テムル＝タシュケント
イルミナートに所属する港町の青年。仕事の内容には問題がないが、言動から周囲の人々に二流扱いをされている。肉親についての強いトラウマがある。
アズサ＝タシュケント
唯一存命しているテムルの肉親。共にイルミナートに所属しており、2人で協力して成果を上げている。性格は正反対。
ナルセス＝エックハルト
帝の手下として世界を旅する剣士。メディナとレムリアを探求している。
シャロン＝セフィート
イルミナート内でトップ級の実力を持つ女性。その事実を鼻にかけているものの、手腕の良さにより周囲の人々から信頼を置かれている。
ニサ＝セフィート
シャロンの姉で、2人で父親の病気の治療費を稼いでいる。しかしなぜかルリア教団に所属している。
クラビス
レムリアを探し求めて旅を続ける紳士。同時に失踪したエリーゼを捜索している。
エリーゼ
謎の少女。
ジーヴァ
文明崩壊前の世界からルリア教団によって呼び出され、再生した人間。そのため作中の時代には関与せず、世界の存亡にも無関心。
東雲（しののめ）
港町の開業医。昼間から飲みに出かけるためヤブ医者呼ばわりされているが、腕はイルミナートの人々から信頼されている。
ザクスゼリク
ルリア教団の教主。世界の終末を讃える一方、新世界レムリアを求めている。
帝（みかど）
世界を外部から傍観する者。